# Santa María Tlahuitoltepec
Santa María Tlahuitoltepec är en kommun i Mexiko.   Den ligger i delstaten Oaxaca, i den sydöstra delen av landet, 400 km sydost om huvudstaden Mexico City.
Följande samhällen finns i Santa María Tlahuitoltepec:
- Santa Ana
- Guadalupe Victoria
- Red
- Flores
- Barrio San Lucas
- Magueyal
- Mosca
- Piedra Redonda
- Kupetsy Jem
- El Frijol
- Chilar
- Carrizal
- Carbón
- Arroyo Frijol